# Jean-Louis Picoche
Pour les articles homonymes, voir Picoche.
Jean-Louis Picoche, né le 20 mai 1931 dans le 14e arrondissement de Paris, est un hispaniste et écrivain français.
Professeur émérite de l'université du Mans, il a publié de nombreux travaux universitaires remarqués sur le romantisme espagnol, mais aussi plusieurs œuvres littéraires : romans, nouvelles, poèmes, pièces de théâtre, œuvres hagiographiques... 
Il est catholique, de tendance traditionaliste.

## Biographie
Né de parents instituteurs et destiné par tradition familiale à embrasser à son tour, comme sa sœur aînée, la profession d’enseignant, Jean-Louis Picoche, à l’issue de ses études secondaires au Lycée Voltaire à Paris, choisit de s’orienter vers des études supérieures d’espagnol.
Après une année d’hypokhâgne au Lycée Pasteur à Neuilly, il entre à l’Institut d’Etudes Hispaniques de Paris qui le conduit rapidement vers l'agrégation d'espagnol en 1954.
Il intègre alors l'Éducation nationale et enseigne successivement en lycée à Angers, puis à Enghien-les-Bains et au lycée Charlemagne à Paris, avant d'être nommé maître assistant dans l’enseignement supérieur à Dijon, où il passera six ans, tout en préparant ses deux thèses de doctorat qu’il soutiendra avec succès devant l’Université de Paris IV en 1970 et 1972.
Devenu professeur d’Université, il exercera durant six ans à Dijon, un an à Paris, dix-sept ans à Lille et six ans au Mans, avant de prendre sa retraite à l’âge de 60 ans, en 1991.

## Travaux

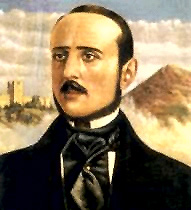
Enrique Gil y Carrasco.

Jean-Louis Picoche consacre ses deux thèses de doctorat au romantisme espagnol : une étude sur le monde du théâtre à Madrid entre 1833 et 1850, centrée sur l'œuvre  de Juan Eugenio Hartzenbusch : Los Amantes de Teruel ;  et une importante étude de l’œuvre du romantique espagnol : Enrique Gil y Carrasco (es), dont il publiera en 1978 une version condensée, en langue espagnole, intitulée :  Un Romántico : Enrique Gil y Carrasco (1815-1846),.
Ses œuvres universitaires comportent ensuite de nombreuses publications savantes (Cf. infra) : ouvrages, articles, comptes rendus, faisant de lui un auteur de référence dans le domaine du romantisme espagnol.
Parallèlement, il construit une œuvre littéraire caractéristique, prenant source dans ses connaissances universitaires et sa foi chrétienne en s’appuyant sur trois piliers : l’Espagne, l’histoire, la religion.
Ainsi, par exemple, dans La vie est un bal masqué, roman sous-titré : une chouannerie espagnole, traitant du carlisme au XIXe siècle, Jean-Louis Picoche suggère un parallèle avec la chouannerie et la guerre de Vendée ;  
Dans le roman Au-delà de Canicosa (écrit en collaboration avec Marie Chevallier), il évoque les relations entre chrétiens et musulmans dans l’Espagne du Xe siècle ;   
Dans L’histoire d’un peintre et d’une infante (Roman Prix Saint-Exupéry 1992 - écrit également en collaboration avec Marie Chevallier) évoquant le destin d’un enfant abandonné devenu l’élève du peintre Velasquez, il conduit le lecteur à la cour d’Espagne à la fin du XVIIe siècle, dans le palais de Philippe V, et partage son savoir sur l’histoire, l’art et la civilisation espagnole de l’époque.
En juillet 1987, il est invité à Villafranca del Bierzo (province de León) à un colloque sur Enrique Gil y Carrasco, mort à Berlin en mission diplomatique, dont les restes retrouvés grâce à ses recherches viennent d’être rapatriés dans sa ville natale.
En 2015, à l'occasion du bicentenaire de la naissance d’Enrique Gil y Carrasco, un congrès international réunit au Bierzo (région d’origine du poète, dans la province de León), et pour la première fois, une trentaine de spécialistes de renom, issus de plusieurs universités européennes et américaines, sous la présidence d'honneur de Jean-Louis Picoche. S’il ne peut y assister physiquement (il est alors âgé de 84 ans), il reçoit à cette occasion l’hommage de ses pairs et des autorités espagnoles de la région.
Jean-Louis Picoche produira encore, en 2019, et bénévolement, la première traduction française du roman emblématique de Enrique Gil y Carrasco : Le seigneur de Bembibre,.

## Publications

### Thèses de doctorat
- Jean-Louis Picoche, Édition critique et synoptique du drame de Juan Eugenio Hartzenbusch intitulé Los amantes de Teruel, précédée d’une étude sur le monde du théâtre à Madrid entre 1833 et 1850 : Thèse de doctorat présentée devant l’Université de Paris le 17 juin 1970, Paris, Editions Hispaniques, coll. « Thèses, mémoires et travaux (Vol. 16) », 1970, (2 volumes).
- Jean-Louis Picoche, Un romantique espagnol : Enrique Gil y Carrasco (1815-1846)  : Thèse de doctorat présentée devant l’Université de Paris IV le 11 mars 1972, Lille, Université de Lille III, Service de Reproduction des Thèses, 1972, (2 volumes), 1568[7].

### Livres critiques et éditions de classiques
- (es) Jean-Louis Picoche, Un Romántico Español : Enrique Gil y Carrasco (1815-1846)  : Volume 275 de Biblioteca Románica Hispánica, II, Estudios y ensayos, Madrid, Gredos, 1978, 398 p. (ISBN 978-84-249-0751-8)[13],[8].
- (es) Jean-Louis Picoche, ouvrage collectif dirigé par Jean-Louis Picoche à l'Université de Paris-X-Nanterre, (Edición, estudio y notas de Jean-Louis Picoche y colaboradores, del drama de Antonio Garcia Gutiérrez : El Trovador, Los hijos del tío Tronera), Madrid, Editorial Alhambra, coll. « Alhambra clásicos », 1979, 341 p. (ISBN 978-84-250-0623-4)[14],[15],[16].
- (es) Jean-Louis Picoche (Edición, estudio y notas), De Juan Eugenio Hartzenbusch : Los Amantes de Teruel, Madrid, Alhambra, coll. « Alhambra clásicos, volume 16 », 1980, 353 p. (ISBN 978-84-205-0699-9).
- (es) Jean-Louis Picoche (Edición, introducción y notas), Del drama de José Zorrilla : El Zapatero y el Rey (Primera y segunda parte), Madrid, Castalia, coll. « Clásicos Castalia n° 85 », 1980, 384 p. (ISBN 978-84-7039-310-5)[17].
- (es) Jean-Louis Picoche (Edición, introducción y notas), Del drama de José Zorrilla : Don Juan Tenorio (Drama). Un testigo de bronce (Poema), Madrid, Taurus, coll. « Temas de España n° 164 », 1985, 347 p. (ISBN 978-84-306-4164-2)[18].
- (es) Jean-Louis Picoche (Edición, introducción y notas), De Enrique Gil y Carrasco (1815-1846) : El Señor de Bembibre, Madrid, Castalia, coll. « Clásicos Castalia n° 153 », 1986, 457 p. (ISBN 978-84-7039-477-5).
- (es) Jean-Louis Picoche (Edición, introducción y notas), De José Zorrilla (1817-1893) : Don Juan Tenorio, El Capitán Montoya, Madrid, Taurus, coll. « Clásicos Taurus n° 15 », 1992, 347 p. (ISBN 978-84-306-0201-8)[19].
- Jean-Louis Picoche, Don Juan en Espagne (livre critique), Paris, Ellipses, 1999, 127 p. (ISBN 978-2-7298-9968-4).
- (es) Jean-Louis Picoche, (Edición, introducción, actividades en torno a Don Juan Tenorio), de José Zorrilla, Madrid, Debolsillo, coll. « Clásicos comentados, n° 25 », 2002, 288 p. (ISBN 978-84-9759-082-2).

### Romans et nouvelles
- Marie Chevallier et Jean-Louis Picoche (ill. Marie-Claude Monchaux), Histoire d’un peintre et d’une infante (roman), Bordeaux, Ulysse, 1992, 210 p. (ISBN 978-2-86558-032-3)[20],[21].
- Marie Chevallier et Jean-Louis Picoche (ill. Daniel Lordey), Au-delà de Canicosa (roman), Bordeaux, Ulysse, coll. « Bulle d’or », 1995, 272 p. (ISBN 978-2-86558-039-2).
- Jean-Louis Picoche, Six petits Faust, Paris, Alfil, coll. « Nouvelles et contes », 1995, 208 p. (ISBN 978-2-84099-038-3).
- Jean-Louis Picoche (ill. Daniel Lordey), La vie est un bal masqué : Une chouannerie espagnole, Saint-Vincent-sur-Oust, Elor, 1998 et 2001, 248 à 256 (ISBN 978-2-907524-95-7).
- Jean-Louis Picoche (ill. Daniel Lordey), Cristeros (roman), Suresnes, Clovis, coll. « Ligne de crête », 2018 (1re éd. 2006), 460 p. (ISBN 978-2-35005-157-4 et 978-2-35005-018-8)[22].

### Poésie
- Jean-Louis Picoche, Les fêtes de la Vierge, Notre Dame de Paris (Poésie), Saint-Brévin-les-Pins, Memoria, 1995, 120 p. (ISBN 978-2-9508537-9-0).
- Jean-Louis Picoche, Les anges de la Bible (recueil de poèmes), suivi de : Hymnes en l’honneur des anges de Frederick William Faber (1814-1863), traduit en vers de l'anglais par Jean-Louis Picoche, Strasbourg, Trifolium, coll. « Archivum angelicum, n° 29 », 2016, 100 p. (ISBN 978-2-35813-038-7).

### Traductions
- Paolo Marletta (it) (trad. de l'italien par Ben Felix Pinô et Jean-Louis Picoche, préf. Jacqueline Picoche), Dormition Virginis (Récit), Paimboeuf, Sigé, 1997, 72 p. (ISBN 978-2-9508359-9-4).
- Emilia Pardo Bazán (1851-1921) (trad. de l'espagnol par Jean-Louis Picoche, dans la Gazette des amis d’Elor n° 63), Le Noël de Poilu (conte), St-Vincent-sur-Oust, Elor, 2000, page 13.
- Enrique Gil y Carrasco (trad. de l'espagnol par Jean-Louis Picoche, ill. Juan Carlos Mestre), Le Seigneur de Bembibre, León (Espagne), Publicaciones Universidad de León ; Paradiso_Gutenberg ; eBooksBierzo, 2019, 321 p. (ISBN 978-84-9773-956-6, 978-84-948721-4-3 et 978-84-948721-5-0)[11],[12].
- Ambrosio de Valencina (1859-1914 (trad. de l'espagnol par Jean-Louis Picoche, ill. Juan Carlos Mestre), Apôtre des Caribéens et missionnaire apostolique aux royaumes d'Andalousie et de Galice : le vénérable Joseph Velázquez de Fresneda de Carabantes, capucin prêtre (1628-1694), Strasbourg, Trifolium, coll. « Coram angelis, n° 17 », 2017, 83 p. (ISBN 978-2-35813-048-6).
- Michel Antoine Alarcon (trad. de l'espagnol par Jean-Louis Picoche), La folle du Saint Sacrement (Teresa Enríquez), Strasbourg, Trifolium, 2017, 98 p. (ISBN 978-2-35813-053-0).

### Théâtre
- Jean-Louis Picoche, Clovis ou le destin chrétien de la France : (Drame en deux actes et 8 tableaux), Saint-Vincent-sur-Oust, Elor, 1996, 2001, 64 p. (ISBN 978-2-907524-87-2).
- Jean-Louis Picoche, Saint Martin la souffrance et la gloire : (Drame en quatre actes et onze tableaux), Saint-Vincent-sur-Oust, Elor, 1997, 2001, 64 p. (ISBN 978-2-912214-04-1).
- Jean-Louis Picoche, Un Noël pour Henri IV : (Comédie en trois actes), Saint-Vincent-sur-Oust, Elor, 2001, 56 p. (ISBN 978-2-912214-78-2).
- Jean-Louis Picoche, Un miracle de Saint Jacques : (Saynète en trois tableaux), Saint-Vincent-sur-Oust, Elor, 2004, 2010, 20 p. (ISBN 978-2-84836-040-9).
- Jean-Louis Picoche (ill. Françoise Voyau), La sainte et le magicien : (Tragi-comédie en 4 actes), Saint-Vincent-sur-Oust, Elor, 2004, 56 p. (ISBN 978-2-84836-045-4).

### Vies de Saints
- Jean-Louis Picoche (ill. Emmanuel Beaudesson, Couverture de Pierre Joubert), Saint Martin, Soldat du Christ, Saint-Vincent-sur-Oust, Elor, coll. « Saints légendaires », 1996, 2001, 192 p. (ISBN 978-2-907524-93-3).
- Jean-Louis Picoche (ill. Claire Baritou, Couverture de Daniel Lordey), Vers Compostelle avec Saint Jacques, patron de l’Espagne et des pèlerins, Saint-Vincent-sur-Oust, Elor, coll. « Saints légendaires », 2002, 190 p. (ISBN 978-2-912214-67-6).
- Jean-Louis Picoche (couverture de Françoise Voyau, 22 photographies hors texte), Sainte Philomène, la célèbre inconnue, Saint-Vincent-sur-Oust, Elor, coll. « Saints légendaires », 2009, 220 p. (ISBN 978-2-84836-078-2).
- Jean-Louis Picoche (ill. Françoise Voyau), Geneviève et Clotilde, Cabestany, Filvmena, 2018, 102 p. (ISBN 978-2-919158-85-0).

### Spectacle littéraire
- Les contes de l’Alhambra (Tales of the Alhambra), de Washington Irving (1783-1859) : Sélection et adaptation de Jean-Louis Picoche, lu par Claude Piéplu au Théâtre Molière (Paris), le 30 novembre 1997, dans le cadre du festival d’art sacré de la ville de Paris.

### Articles
- El sombrero de tres picos et La capa de grana : Origine de deux personnages et de deux accessoires de la nouvelle d’Alarcón, dans Mélanges à la mémoire de Jean Sarrailh, Paris, 1966, Centre de recherches de l'Institut d'études hispaniques, Tome II, pages 253-260.
- Les manuscrits d’Hartzenbusch à la Bibliothèque Nationale de Madrid, Bulletin Hispanique, tome LXX (Nos 3-4), Juillet-Décembre 1968, pages 525-529, « Lire en ligne », sur persee.fr (consulté le 17 mars 2020).
- Los Amantes de Teruel avant et après, dans Recherches sur le mode hispanique au XIXe siècle, Lille P.U.L. et Paris Editions Universitaires, 1973, pages 97-126. « Extraits en ligne », sur books.google.fr (consulté le 17 mars 2020).
- Le joueur dans le théâtre de Zorrilla (Vers une définition d’un romantisme espagnol), dans Mélanges offerts à Charles Vincent Aubrun, ed. Haim Vidal Septoma, tome II, Paris, Editions Hispaniques, 1975,  pages 167-183.
- Pour une lecture de Las hojas secas de Zorrilla, dans Cahiers de poétique et de poésie ibérique et latino-américaine, n° 1, janvier 1976, Université Paris X, Nanterre, pages 54-62.
- Un manuscrit espagnol inédit du XIXe siècle : Poesías de Clabuo (Madrid, 1829), découvert, édité et commenté par Jean-Louis Picoche dans Cahiers de poétique et de poésie ibérique et latino-américaine, n° 3, janvier 1977, Université Paris X, Nanterre, pages 41-108.
- Existe-t-il un drame romantique espagnol ?  dans Romantisme, réalisme, naturalisme en Espagne et en Amérique latine, Lille, PUL, Centre d’Etudes ibériques et ibéro-américaines du XIXe siècle, 1978, pages 47 à 55.  « Lire en ligne », sur books.google.fr (consulté le 18 mars 2020).
- Traitement de l’histoire dans le théâtre de Zorrilla. Un exemple : El Zapatero y el Rey, dans Société des Hispanistes Français de l’Enseignement Supérieur, Actes du XIVe congrès (Nice 1978). Les genres littéraires et leur rapport avec l’histoire. Université de Nice, 1978, pages 131-138.
- Sources, lagunes et lacs mystérieux dans la littérature espagnole romantique et post-romantique, dans Mélanges à la mémoire d’André Joucla-Ruau, Université de Provence, 1978, tome II, pages 1029-1042.  (ISBN 978-2-85399-027-1).
- Une réflexion sur « El remedio en la desdicha » de Lope de Vega, Bulletin Hispanique, tome LXXXII, N° 3-4, juillet-décembre 1980, pages 421-424. « Lire en ligne », sur persee.fr (consulté le 18 mars 2020).
- Une petite curiosité littéraire et musicale : « La canción de Atalá », recueillie par le marquis de Custine, dans Bulletin Hispanique, tome LXXXII, Nos 3-4, juillet-Décembre 1980, pages 425-433. « Lire en ligne », sur persee.fr (consulté le 18 mars 2020).
- Le romancier historique et son public dans la première moitié du XIXe siècle, dans Culture et société en Espagne et en Amérique latine au XIXe siècle, Lille PUL, 1980, pages 41-48. « Lire en ligne », sur books.google.fr (consulté le 18 mars 2020).
- ¿Existe el Romanticismo español?, dans Iris : revue de l’Irec (Institut de recherche culturelle), n° 2, Université Paul Valéry, Montpellier III, 1981, pages 113-161[23].
- (es) Apuntes sobre el primer drama de Zorrilla : « Vivir loco y morir más » , dans Castilla, Ediciones Universidad de Valladolid, Tomo V, 1983, pages 57-62. (es) « Télécharger en pdf », sur dialnet.unirioja.es.
- Don Juan et Faust dans la littérature espagnole du XIXe siècle, dans Les langues néo-latines, n° 255 (4e trimestre 1985), pages 95-99.
- Les décors du drame romantique espagnol, dans L’homme et l’espace dans la littérature, les arts et l’histoire en Espagne et en Amérique latine au XIXe siècle, Lille PUL, 1985, pages 95-109,  (ISBN 2-86531-024-8). « Lire en ligne », sur books.google.fr (consulté le 19 mars 2020).
- José Zorrilla, 1817-1893, dans Le club français de la médaille, n° 93, deuxième semestre 1986, pages 21-34.
- Comique et burlesque dans le « Costumbrismo » espagnol du XIXe siècle : un exemple : Los españoles pintados por sí mismos (1843-1844), dans Burlesque et formes parodiques dans la littérature et les arts :  Actes du colloque de l’Université du Maine, Le Mans, du 4 au 7 décembre 1986, Paris, Seattle, Tuebingen, Papers on French Seventeenth Century Literature, 1987, Biblio 17, n° 33, pages 599-605.
- Le mythe de Don Juan Tenorio dans l’œuvre de Zorrilla, dans les mythes et leur expression au XIXe siècle dans le monde hispanique et ibéro-américain, Lille PUL, Coll. UL3, 1988, pages 47-56. « Lire en ligne », sur books.google.fr (consulté le 19 mars 2020).
- Christophe Colomb vu par quelques écrivains espagnols dits romantiques, dans L’évolution de l’idée de Découverte de l’Amérique en Espagne et en Amérique Latine, Actes du colloque « ALMOREAL » d’Orléans, 18 et 19 novembre 1988, Université du Maine, Le Mans, 1990, pages 167-174.  (ISBN 978-84-7094-111-5).
- Les contes en prose de El Artista (1835-1836), Marginalité et nouveauté, dans Minorités et marginalités en Espagne et en Amérique Latine au XIXe siècle, Lille PUL, 1990, pages 103-112.  (ISBN 978-2-85939-038-9). « Extrait  en ligne », sur books.google.fr (consulté le 20 mars 2020).
- Quand Zorrilla revient du Mexique : « El drama del alma », (1867), un recueil de poèmes pas comme les autres, dans Hommage à Claude Dumas, Histoire et création, Lille PUL, 1990, pages 113-123.  (ISBN 978-2-86531-040-1). « Lire  en ligne », sur books.google.fr (consulté le 20 mars 2020).
- Sur quelques coïncidences littéraires au XIXe siècle : Auguste Barbier, Luigi Carrer, Espronceda, Zorrilla, Bécquer, Valle Inclán, dans Mélanges offerts à Albert Dérozier, Annales littéraires de l’Université de Besançon n° 547, série Littérature et histoire des pays de langues européennes, Vol. 36, Besançon, 1994, pages 205-213.  (ISBN 978-2-251-60547-0). « Extrait  en ligne », sur books.google.fr (consulté le 20 mars 2020).
- (es) De Moreto a Zorrilla. Un estudio sobre la refundición de Las Travesuras de Pantoja con el título La mejor razón, la espada, dans Crítica Hispánica, volume XVII-1, 1995, El teatro español en el siglo XIX, Duquesne University, Pittsburgh, pages 104-116.
- (es) Las creencias y la religión de Zorrilla según sus obras en prosa, dans José Zorrilla, una nueva lectura, Actas del congreso sobre José Zorrilla, octobre 1993 Valladolid, Ed. Universidad de Valladolid y Fundación Jorge Guillén 1995, pages 151-163,  (ISBN 978-84-7762-538-4).
- La poésie au temps du romantisme. Autres registres et autres voies, Dramaturgies romantiques, Récits et romans : premiers balbutiements, Sous le signe de Walter Scott. Feuilletons, conte et mémoires, dans Histoire de la littérature espagnole, Ouvrage dirigé par Jean Canavaggio, tome II, Paris, Fayard, 1994, pages 257 à 291.  (ISBN 978-2-213-59264-0). (Cet ouvrage est également publié en langue espagnole : Historia de la literatura española, tomo V : El siglo XIX, Barcelona, Ariel, 1995,  (ISBN 978-84-344-7458-1). Les articles traduits y figurent pages 71-107).
- (es) Los juegos de sociedad en la España romántica , dans Edición digital à partir de Romanticismo 5 : Actas del V Congreso (Nápoles, 1-3 de abril de 1993). La sonrisa romántica (sobre lo lúdico en el Romanticismo hispánico), Roma, Bulzoni, 1995, pp. 177-186. (es) « Télécharger en pdf », sur data.cervantesvirtual.com (consulté le 24 mars 2020).
- La evolución poética de José Zorrilla, dans Historia de la literatura española, Vol. 8, Siglo XIX (I), Coordinador Guillermo Carnero, Madrid, Espasa Calpe, 1996, pages 496-509,  (ISBN 978-84-239-7994-3).« Lire en ligne : Historia de la literatura española », sur archive.org (consulté le 21 mars 2020).
- El médico de su honra de Calderón (1635) et sa refonte par Hartzenbusch (1844), permanences et modifications, dans Hommage à Brigitte Journeau, Pouvoir des mots, mémoire d’histoire, Cahiers du C.I.C.C. n° 5, ISSN 1268-7952, 1997, Université de Cergy-Pontoise, pages 71-82.
- Les décors du théâtre de Zorrilla, dans Dramaturgies romantiques, textes réunis par Georges Zaragoza, Publications de l’Université de Bourgogne n° 99, Dijon 1999, pages 169-178.
- Une messe catholique à Saint-Pétersbourg, dans Intervoix, Bulletin de l’Association européenne François Mauriac, septembre 2008, pages 8-11.
- (es) Los militares y el ejercito en el drama romantico español, dans Atti del II Congresso sul romanticismo spagnolo e ispanoamericano, aspetti e problemi del teatro romantico, (2º. 1981. Genova), Edición digital à partir de Genova, Facoltà di Magistero dell'Università di Genova, Istituto di Lingue e Letterature Straniere, Centro di Studi sul Romanticismo Iberico, 1982 - Pages 35-44, (es) « Télécharger en pdf », sur dialnet.unirioja.es (consulté le 24 mars 2020).
- La première représentation de El Zapatero y el Rey (segunda parte) de Zorrilla, Autopsie d'une cabale (5 Janvier 1842) , dans Bulletin hispanique, tome 91, n° 1, 1989, pages. 61-70, « Lire en ligne », sur persee.fr (consulté le 25 mars 2020).
- Ramón López Soler, plagiaire et précurseur, dans Bulletin hispanique, tome 82, n° 1-2, 1980, pages 81-93, « Lire en ligne », sur persee.fr (consulté le 25 mars 2020).
- Le sort des cendres d’Enrique Gil y Carrasco, Les langues Néo-Latines n° 178, septembre-octobre 1966, pages 70-73.
- Le marquis de Custine juge Ferdinand VII, dans Crisol, Université de Paris X, Nanterre, n° 3, février 1985, pages 21-34. « Lire en ligne », sur crisol.parisnanterre.fr (consulté le 21 mars 2020).
- Enrique Gil est rentré au pays, dans Bulletin Hispanique, tome LXXXIX (1-4), 1987, pages 327-329. « Lire en ligne », sur persee.fr (consulté le 21 mars 2020).
- Quelques considérations sur le Carlisme, dans Cahiers de Chiré n° 10, 1995, pages 291-298,  (ISBN 978-2-85190-084-5).
- Saint Martin soldat du Christ, dans Lecture et Tradition n° 247, septembre 1997, pages 5-16.
- Les Cristeros, leur foi et leurs symboles, dans Una Voce n° 259, mars-avril 2008, pages 21-23.
- Vexilla Regis ou la victoire dans la souffrance, dans Una Voce n° 268, septembre-octobre 2009, pages 17-22.
- L’honneur bafoué de Vercingétorix, dans Les tournants d’Auvergne, n° 17 de la revue littéraire Pour nous et nos amis, 1994.
- Brouillard, dans Exercice de Style (N. 3), n° 21 de la revue littéraire Pour nous et nos amis, 1995.
- Métro, dans Pièces détachées, n° 25 de la revue littéraire Pour nous et nos amis, 1996.
- Un planqué, dans Tâches [sic] d’encre, n° 29 de la revue littéraire Pour nous et nos amis, décembre 1997, page 42.